# Anders Poulsen
Anders Poulsen (født 4. juni 1981) er en dansk fodbolddommer, der siden 2011/2012-sæsonen har dømt i den danske Superliga. Før oprykningen til Superligaen havde han haft en sæson i både Førstedivision og Andendivision. Han debuterede i Superligaen den 14. august 2011 i kampen mellem Lyngby BK og AC Horsens, der endte 1-1.
Poulsen blev i december 2013 udnævnt til FIFA-dommer, hvilket betyder at han fra 2014 kan dømme internationale kampe. Han mistede sin status som FIFA-dommer i december 2018.
Poulsen stoppede sin karriere som fodboldommer i 2022.